# چره‌لی
چره‌لی (ترکی آذربایجانی: Çərəli) یک منطقهٔ مسکونی در جمهوری آرتساخ است که در استان کاشاتاق واقع شده‌است.